# Andreas Tscherning

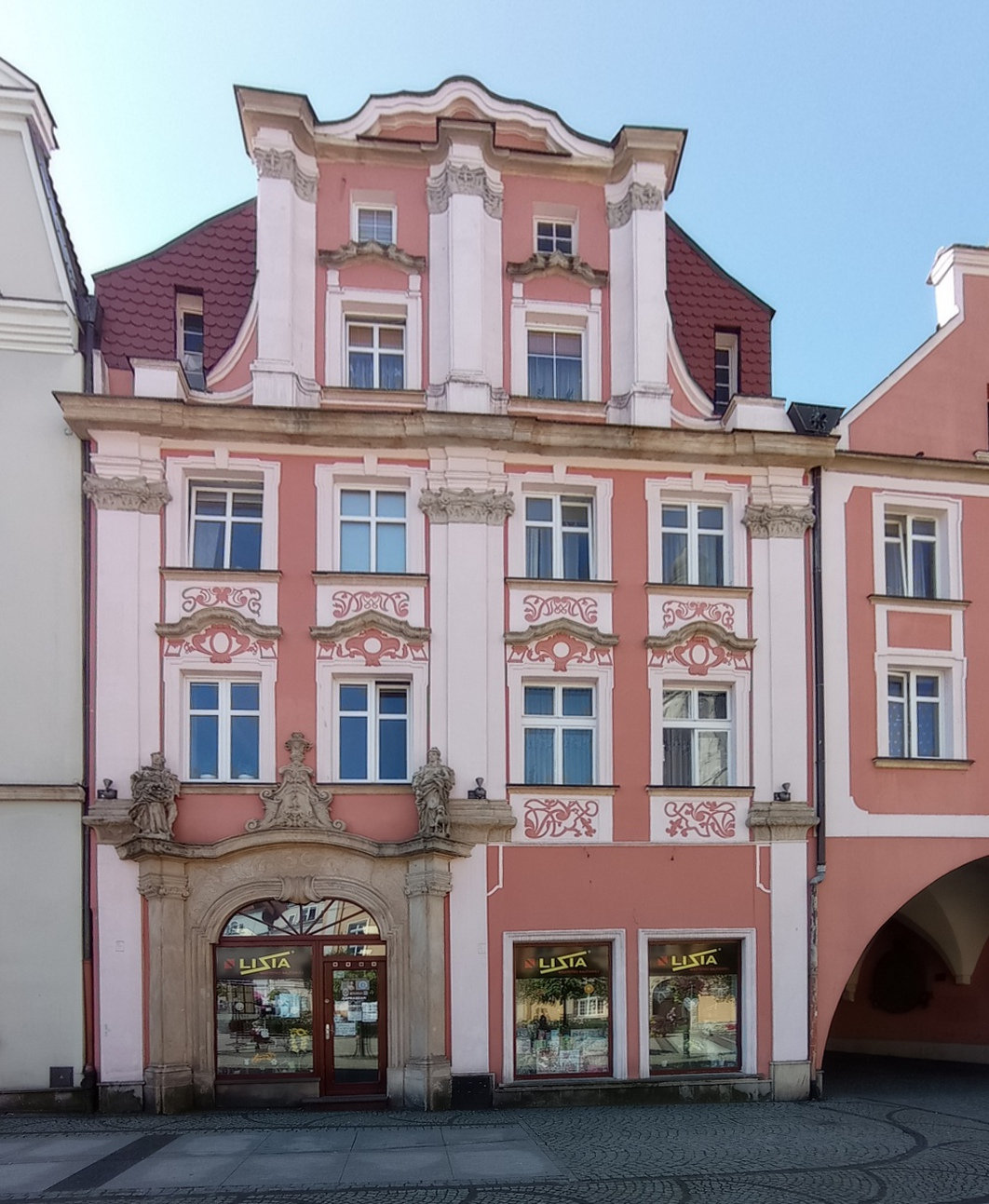
Bolesławiec. kamienica Rynek 6 gdzie urodził się Andreas Tscherning

Andreas Tscherning (ur. 18 listopada 1611 w Bolesławcu, zm. 27 września 1659 w Rostocku) – niemiecki poeta i teoretyk literatury.